# スパルタのペイサンドロス
「スパルタのペイサンドロス」と称されるペイサンドロス（古代ギリシア語: Πείσανδρος、ラテン文字転写:Peisandros、英語: Peisander）は、コリントス戦争期のスパルタの将軍。開戦した紀元前395年、ペイサンドロスは、異母兄のスパルタ王アゲシラオス2世から、エーゲ海のスパルタ艦隊の指揮官に任命された。ペイサンドロスは、比較的経験の浅い将軍であったが、彼が率いた艦隊の初戦となった紀元前394年のクニドスの海戦 (Battle of Cnidus) で、スパルタ艦隊は決定的な敗北を喫した。ペイサンドロスも、この戦いの最中に自艦の艦上で討ち死にした。